# Bremen
Slobodni hanzeatski grad Bremen je grad na sjeverozapadu Njemačke i istovremeno upravno središte najmanje savezne pokrajine Bremen (404 km²).
Bremen ima 548.477 stanovnika (2008.) i leži na rijeci Weser, 95 km jugozapadno od Hamburga, 70 km od Sjevernog mora i 53 km Bremerhavena. Važno je cestovno i željezničko čvorište te zračna luka. Poslije Hamburga, Bremen je i najvažnija njemačka luka. Važno je industrijsko i trgovačko središte (brodogradnja, industrija automobila, zrakoplova, strojeva, čelika, duhana, tekstila i dr.; pivovare, pržionice kave, trgovina vinom). Bremen je i sjedište brojnih banaka, osiguravajućih društava i burze, ali od 1971. godine i upravno i kulturno središte sa sveučilištem.

## Povijest
Bremen se razvio na križanju važnih trgovačkih putova između Rajne i Labe te između Sjevernog mora i južne Njemačke. Spominje se od 787. godine kada je utemeljena biskupija; 965. car Oton I. podjeljuje mu trgovačke povlastice, a 1186. gradske povlastice daruje mu car Fridrik I. Barbarossa. Od 12. stoljeća važno je središte pomorske trgovine. Od 1225. član Hanze; 1646. – 1803. grad država. Godine 1815. kao slobodni hanzeatski grad postaje član Njemačkog saveza. U revolucionarnom pokretu spartakovaca 1919. godine u Bremenu je kratkotrajno proglašena sovjetska republika. U Drugom svjetskom ratu grad je teško razoren u savezničkim bombardiranjima kada je uništeno 69% zgrada.

## Znamenitosti
Mnoge znamenitosti u Bremenu se nalaze u Starom gradu (Altstadt) - ovalni prostor okružen rijekom Weser na jugozapadu, te Wallgrabenom, bivšim opkopom srednjovjekovnih gradskih zidina, na sjeveroistoku. Najstariji dio Altstadat je na jugoistoku, počevši od Tržišnog trga (Marktplatz), a završava u četvrti Schnoor. Marktplatzom dominiraju bogate fasade Vijećnice. U blizini ulaza u Ratskeller je brončana skulptura "Bremenski glazbenici" (Die Stadtmusikanten) Gerharda Marcksa iz 1953. god., koji portretira magarca, psa, mačku i pijetla iz basne braće Grimm. 
Zaštićena UNESCOva svjetska baština:
- Gradska vijećnica u Bremenu - sjedište predsjednika Senata i gradonačelnika slobodnog hanzeatskog grada Bremena. To je jedan od najznačajnijih primjera gotičke arhitekture od opeke u Europi. Pročelja su izgrađena dva stoljeća kasnije (1609. – 1612.) u stilu renesanse. To je također dom najstarijeg vina na svijetu, pohranjene u njihovim originalnim bačvama u Apostel komori.
- Rolandov kip (1404.) gleda prema katedrali i nosi Durendart, "mač pravde" i štit ukrašen carskim orlom.

Ostale zanimljive zgrade u blizini Marktplatza su Schütting, dvorana flamanskog-obrtničkog ceha 16. stoljeća, te Stadtwaage, bivša kuća za vaganje (sagrađena 1588.) s renesansnim pročeljem. Fasade i kuće okolnih zgrada na trgu su prve obnovljene zgrade u Bremenu nakon Drugog svjetskog rata. Ostale zgrade su:
- Velebna bremenska katedrala sv. Petra (13. st.), istočno od Marktplatza, sa skulpturama Mojsija, Davida, Petra i Pavla, te Karla velikog.
- Gospina crkva (Liebfrauenkirche) je najstarija crkva u gradu (11. st.). U njezinoj kripti nalazi se nekoliko impresivnih zidnih slika iz 14. stoljeća.
- 110 m južno od Markplatza nalazi se ulica Böttcherstraße, koju je 1923. – 1931. god. lokalni magnat Ludwig Roselius, dao urediti u mješavinu gotike i secesije. Danas je ova ulia jedna od najpopularnijih atrakcija Bremena.
- Na kraju Böttcherstraße stoji Crkva sv. Martina (Martinikirche), gotička crkva od opeke izgrađena 1229., a obnovljena 1960. god., nakon što je bila uništena u Drugom svjetskom ratu.
- Schlachte je srednjovjekovna luka Bremena (moderna luka je nekoliko kilometara nizvodno), a danas priobalni bulevar s kafićima i birtijama s obje strane obala Wesera.

- Gradska vijećnica u Bremenu
- Bremen oko 1900. god.
- Boettcherstrasse
- Bremenski glavni kolodvor

## Šport
Bremen je dom nogometnog kluba Werder Bremen, koji je godinama u vrhu Bundeslige i stalni je sudionik europskih klupskih natjecanja.

## Gradovi prijatelji
- Gdańsk (Poljska) od 1976.
- Riga (Latvija) od 1985.
- Dalian (Kina) od 1985.
- Rostock (Njemačka) od 1987.
- Haifa (Izrael) od 1988.
- Bratislava (Slovačka) od 1989.
- Corinto (Nikaragva) od 1989.
- Izmir (Turska) od 1995.
- Yokohama (Japan) od 2001.

## Vanjske poveznice
- Službena stranica
- Službena stranica velesajma

### Ostali projekti
|  | Zajednički poslužitelj ima još gradiva o temi Bremen |